# La Pacha (Bolívar)
La Pacha es un centro poblado bajo jurisdicción del municipio colombiano de Altos del Rosario (Bolívar). Ubicado a orillas del Caño Rosario del rio Magdalena.

## Sitios turísticos
Este rincón del Sur de Bolívar cuenta con grandes riquezas paisajísticas como cascadas y quebradas, cuyo principal atractivo es El Saltillo, un sitio ubicado a 30 minutos del centro poblado.

## Historia
El 25 de octubre de 1998, 11 personas perdieron la vida en la comunidad de La Pacha por robos y vandalismo, a manos de las AUC. Los cuales llegaron en chalupas hasta la población y con lista en mano fue sacando uno a uno de sus casas.